# Agonum harrisi
Agonum harrisi är en skalbaggsart som beskrevs av Leconte 1848. Agonum harrisi ingår i släktet Agonum och familjen jordlöpare. Inga underarter finns listade i Catalogue of Life.